# 오쿠모촌
오쿠모촌(大芋村)은 효고현 다키군에 있던 촌이다. 현재의 단바사사야마시의 북동단,  국도 제173호선에 해당한다.